# 納拉伊夫卡 (海辛區)
48°54′7″N 29°41′3″E / 48.90194°N 29.68417°E

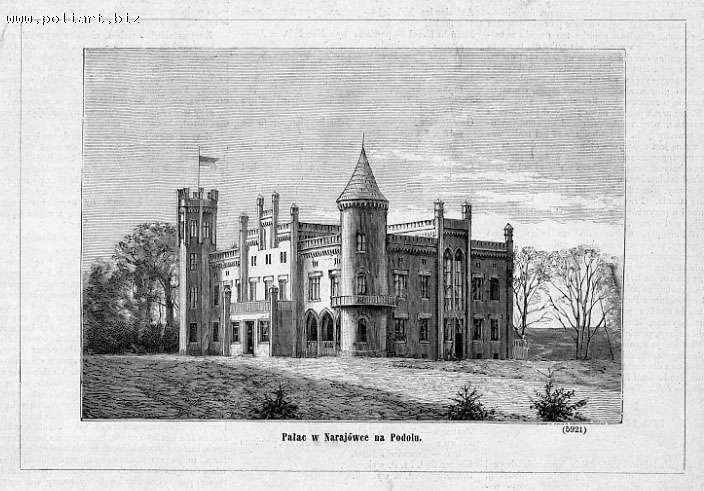

納拉伊夫卡（烏克蘭語：Нараївка）是位於烏克蘭西南部文尼察州海辛區的村莊，始建於1710年，面積2.84平方公里，海拔高度212米，2001年人口1,094，人口密度每平方公里384.8人。